# Gulvädd
Gulvädd (Scabiosa ochroleuca) är en tvåhjärtbladig växtart som beskrevs av Carl von Linné. Enligt Catalogue of Life ingår Gulvädd i släktet fältväddar och familjen Dipsacaceae, men enligt Dyntaxa är tillhörigheten istället släktet fältväddar och familjen kaprifolväxter. Arten förekommer tillfälligt i Sverige, men reproducerar sig inte.

## Underarter
Arten delas in i följande underarter:
- S. o. danubialis
- S. o. ochroleuca
- S. o. rhodopea

## Bildgalleri

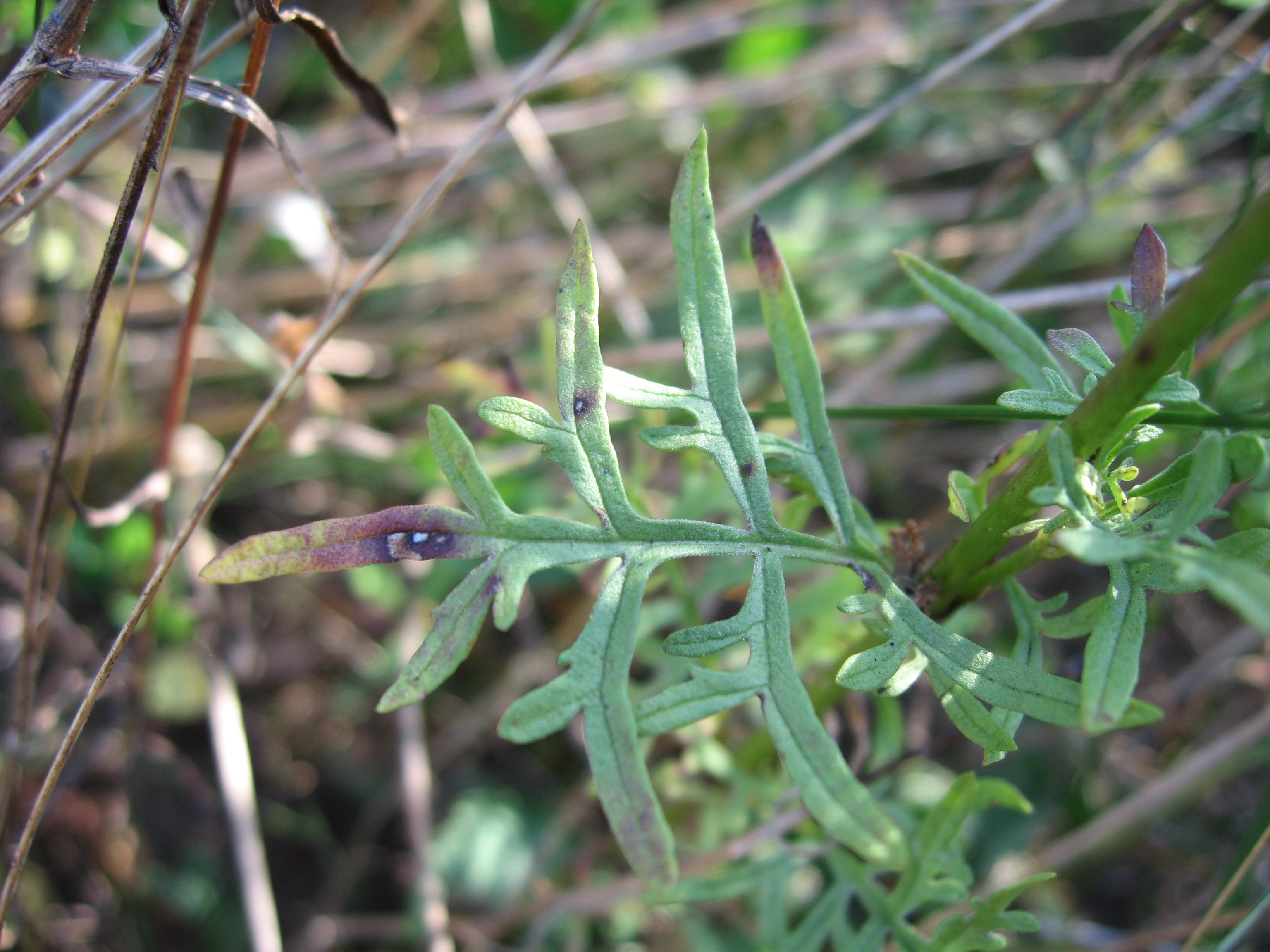
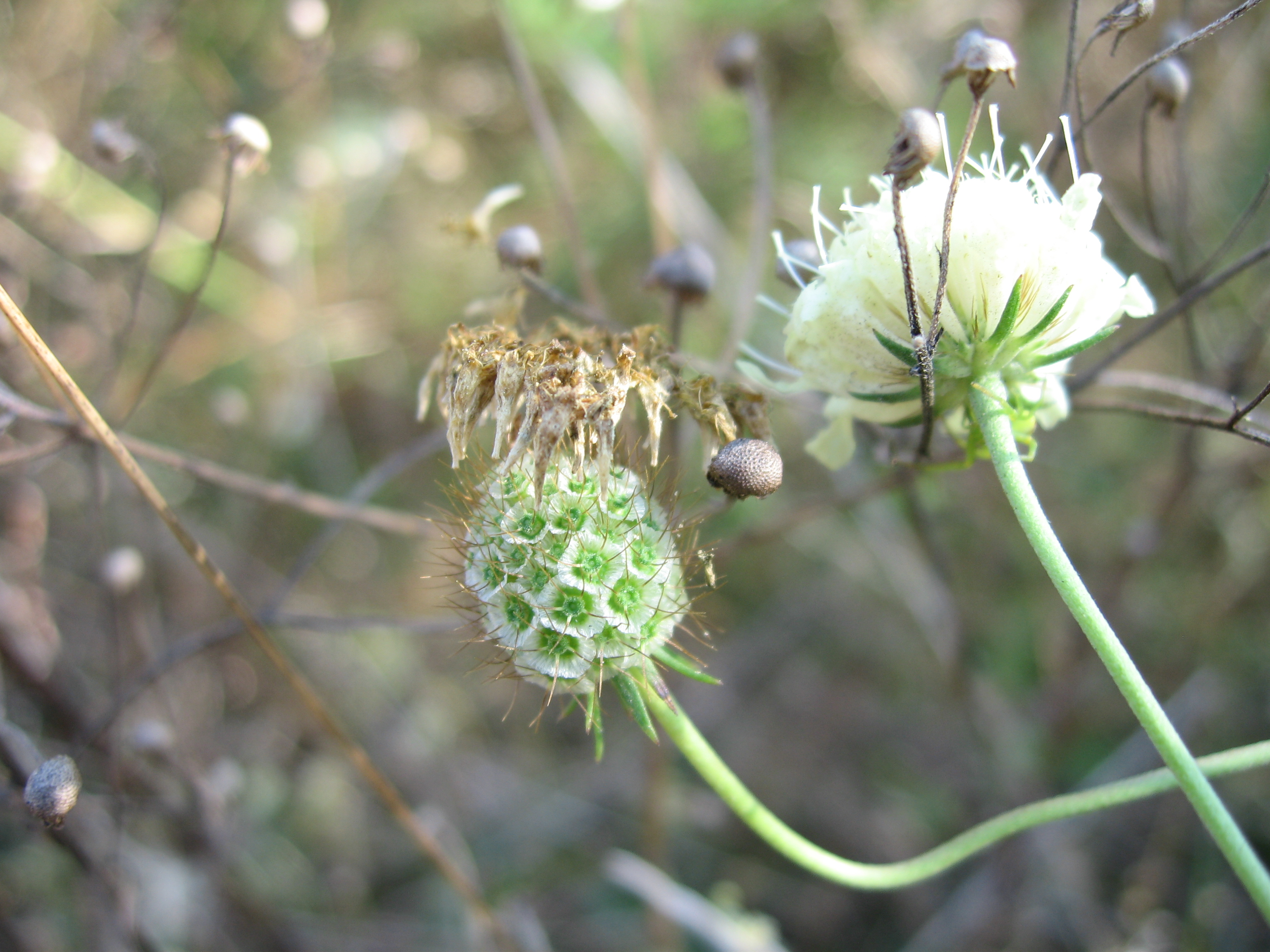
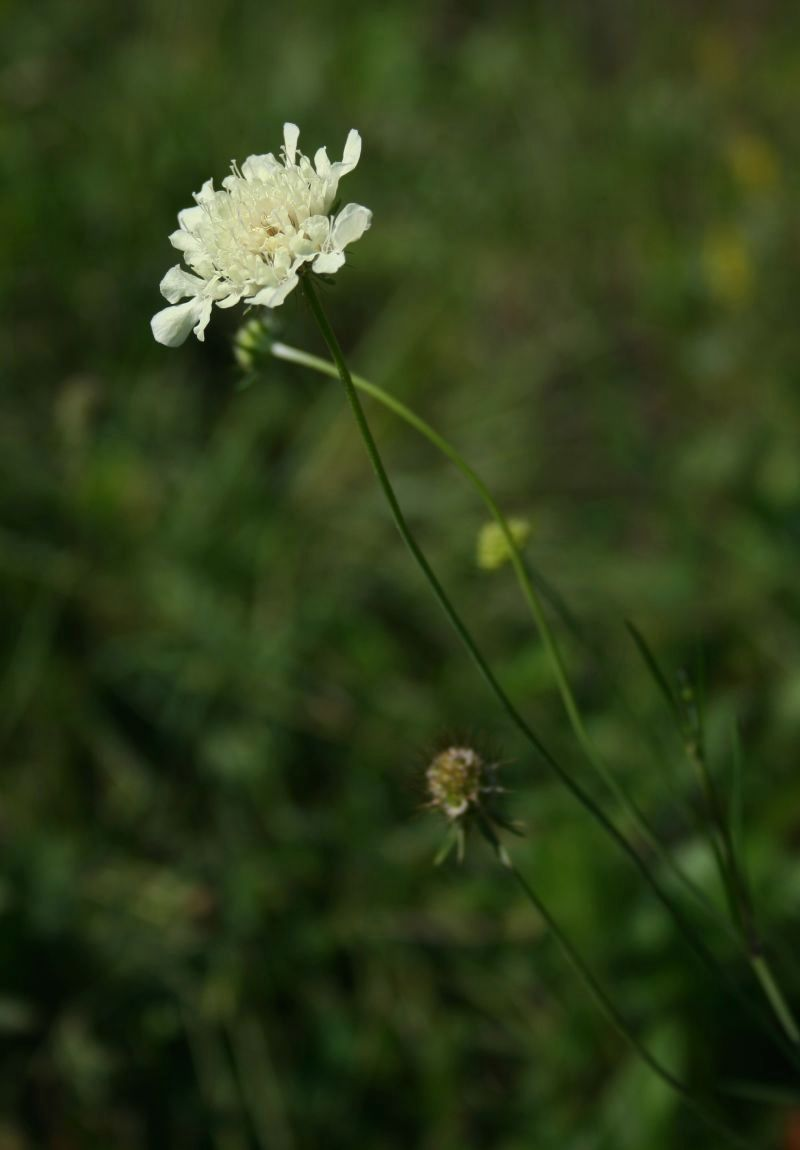
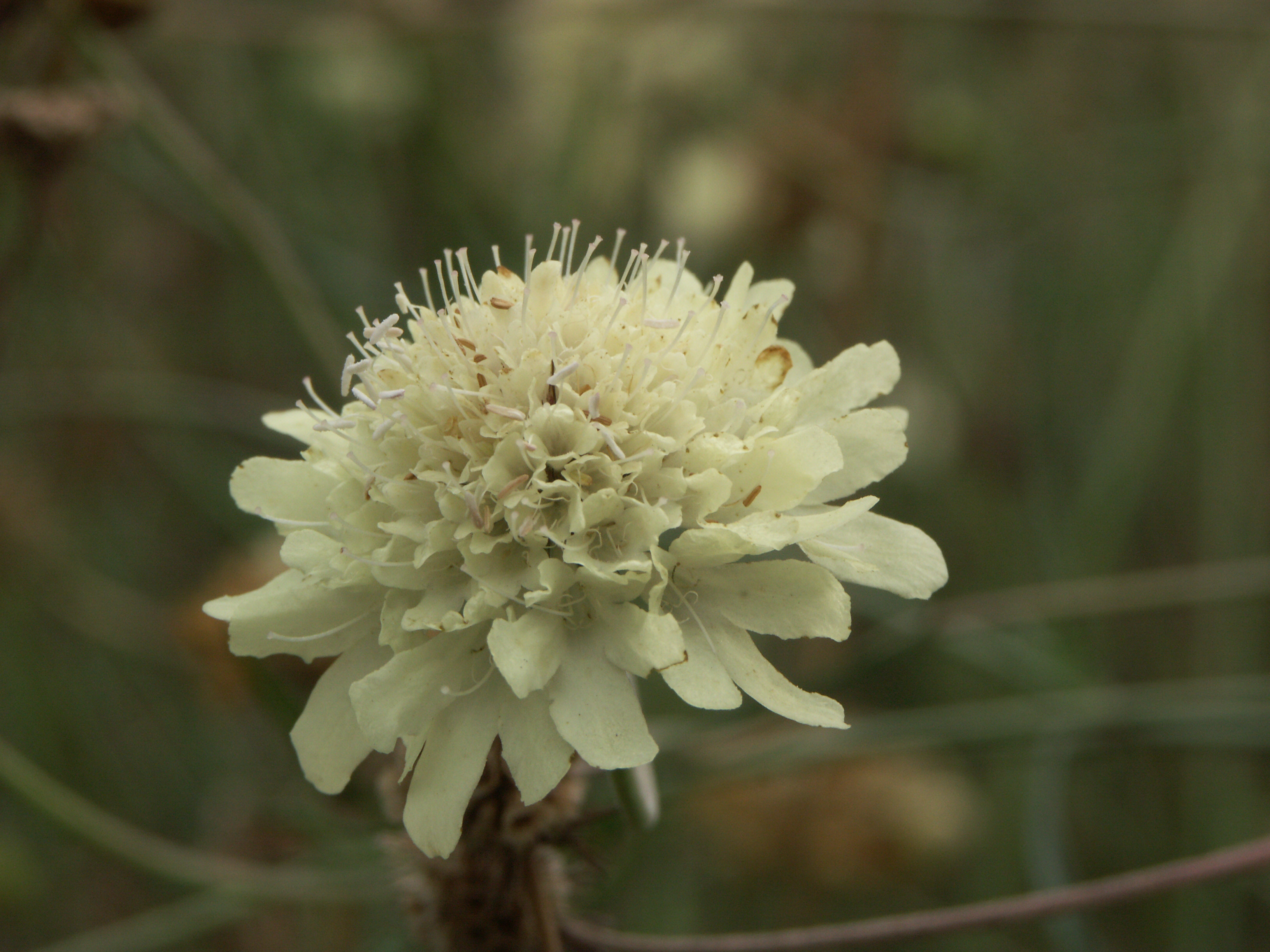
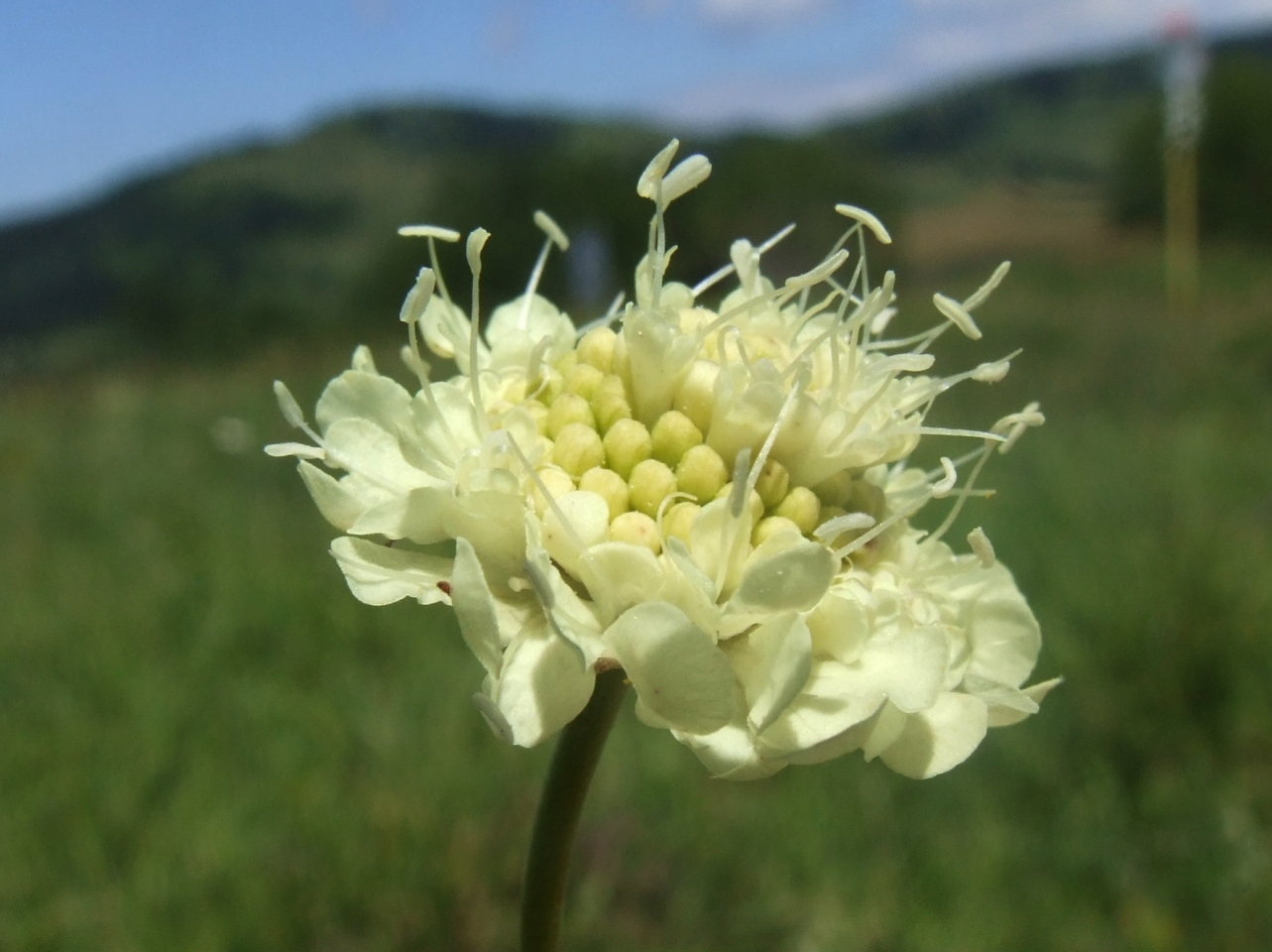
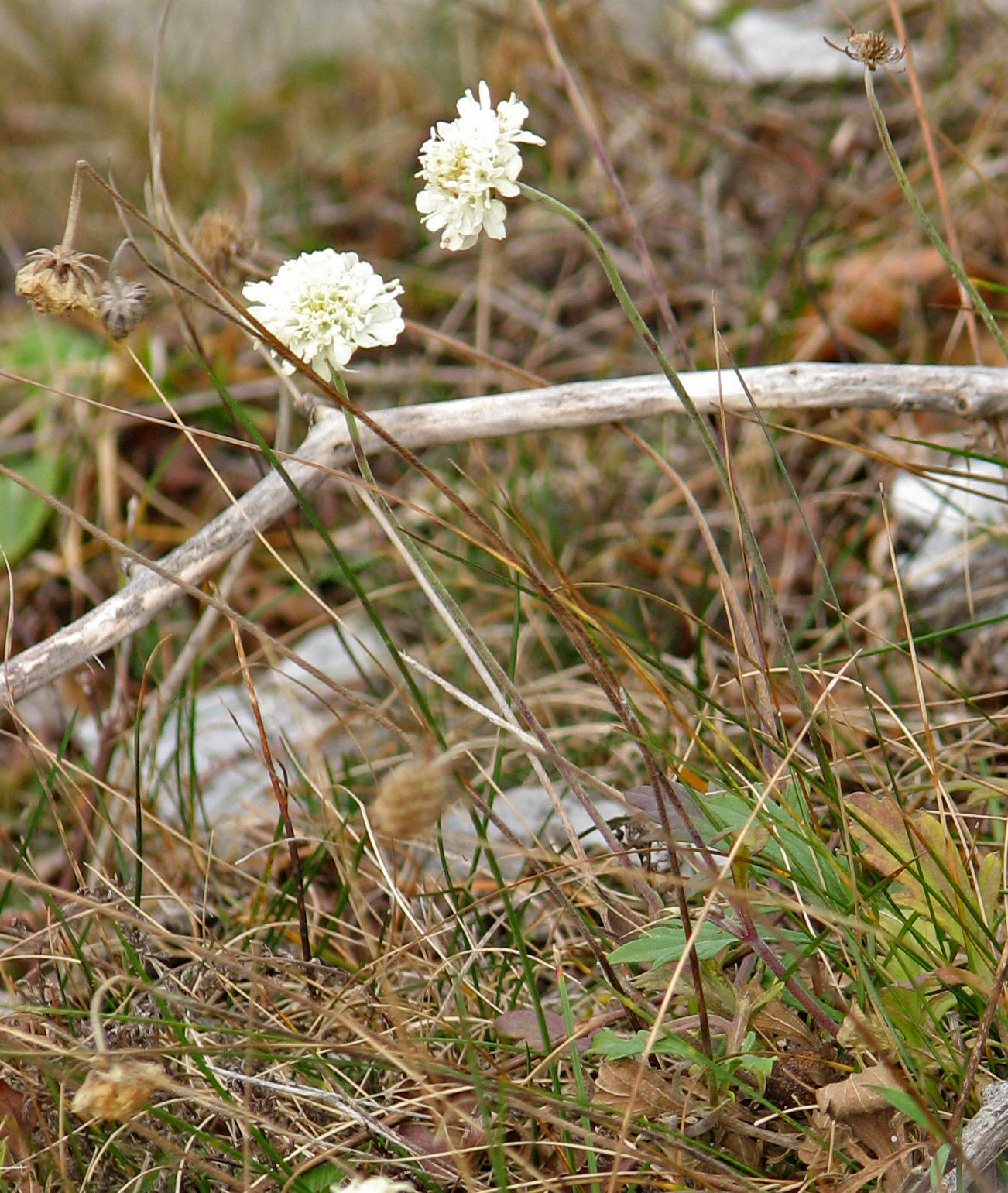